# ركب حسيد (فرع العدين)

تعديل مصدري - تعديل

ركب حسيد محلة تابعة لقرية الركب، التابعة لعزلة العاقبة بمديرية فرع العدين إحدى مديريات محافظة إب في الجمهورية اليمنية، بلغ تعداد سكانها 25 حسب تعداد اليمن لعام 2004.